# Запрет на литовскую латиницу

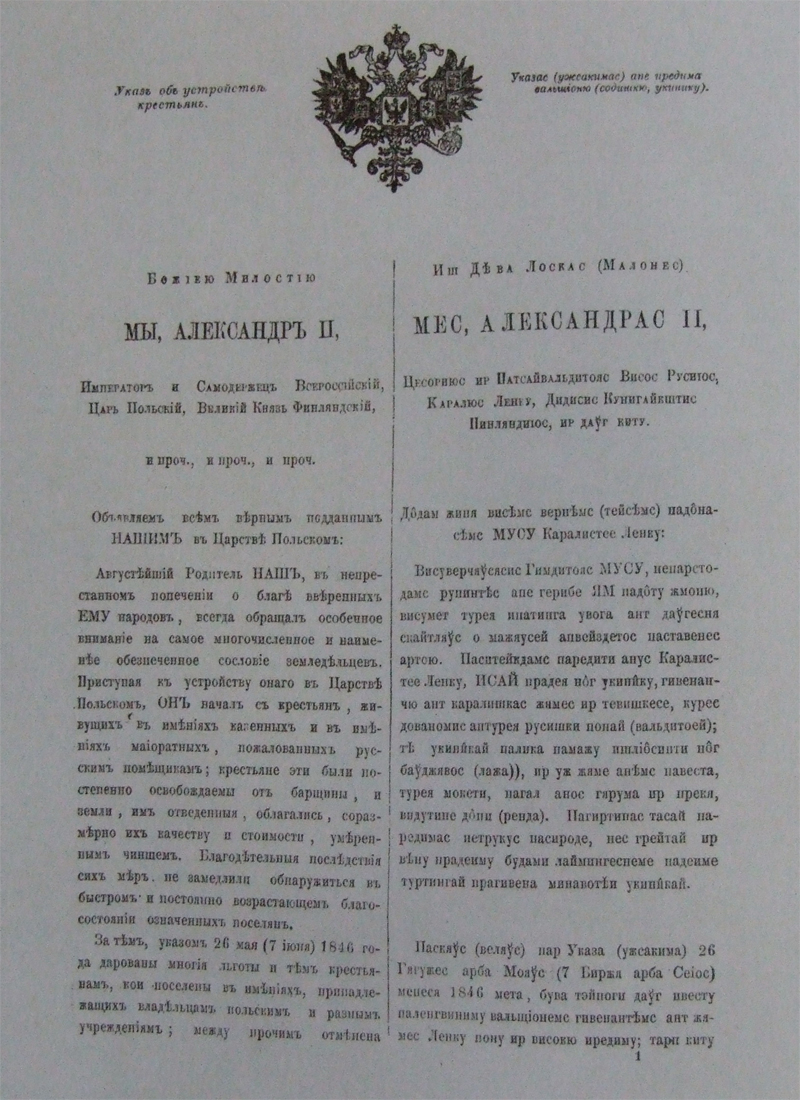
Указ императора Александра II на русском и литовском (кириллицей) языках

Запрет на литовскую латиницу был наложен после польского восстания 1863—1864 гг. 6 (18) сентября 1865 года К. П. Кауфман, назначенный генерал-губернатором Северо-Западного края и командующим войсками Виленского военного округа, приказал запретить печать литовских изданий «латинско-польскими буквами». Это привело к возникновению движения книгонош, которые преследовались властями.
7 мая 1904 года российское правительство всё-таки было вынуждено отменить запрет на литовскую печать латинским алфавитом (сейчас этот день отмечается как День возвращения печати, языка и книги — лит. Spaudos atgavimo, kalbos ir knygos diena).
За период с 1889 по 1904 год было изъято 234 тыс. экз. перевезённых из соседней Пруссии изданий на литовском языке, а всего за время действия запрета за его нарушение было задержано 3047 человек, часть из них — неоднократно. Свыше 160 человек были высланы из мест проживания, некоторые из них в Сибирь, а около 40 человек были наказаны различными сроками тюремного заключения.